# سفیان العکوش
سفیان العکوش (انگلیسی: Sofiane Alakouch؛ زادهٔ ۲۹ ژوئیهٔ ۱۹۹۸) بازیکن فوتبال اهل مراکش است.
از باشگاه‌هایی که در آن بازی کرده‌است می‌توان به باشگاه فوتبال متس اشاره کرد.
وی همچنین در تیم‌های ملی فوتبال زیر ۲۱ سال فرانسه و مراکش بازی کرده‌است.